# Europese kampioenschappen judo 2005
De Europese kampioenschappen judo 2005 waren de zestiende editie van de Europese kampioenschappen judo en werden gehouden in het Topsportcentrum in Rotterdam, Nederland, van vrijdag 20 mei tot en met zondag 22 mei 2005. 

## Resultaten

### Mannen
| Gewichtsklasse | Goud                | Zilver             | Brons                               |
| -------------- | ------------------- | ------------------ | ----------------------------------- |
| – 60 kg        | Armen Nazarjan      | Ludwig Paischer    | Lavrentis Alexandridis Ruben Houkes |
| – 66 kg        | Elchin Ismaylov     | Miklós Ungvári     | Benjamin Darbelet Aliaksandr Shlyk  |
| – 73 kg        | Ákos Braun          | Yoel Razvozov      | Daniel Fernandes David Kevkhishvili |
| – 81 kg        | Ole Bischof         | Boris Novotný      | Euan Burton Robert Krawczyk         |
| – 90 kg        | David Alarza        | Roberto Meloni     | Sergei Aschwanden Mark Huizinga     |
| – 100 kg       | Christophe Humbert  | Ariel Ze'evi       | Daniel Brata Ruslan Gasymov         |
| + 100 kg       | Alexander Mikhaylin | Janusz Wojnarowicz | Andrian Kordon Dennis van der Geest |

### Vrouwen
| Gewichtsklasse | Goud                   | Zilver              | Brons                               |
| -------------- | ---------------------- | ------------------- | ----------------------------------- |
| – 48 kg        | Alina Dumitru          | Frédérique Jossinet | Tatiana Moskvina Neşe Şensoy Yıldız |
| – 52 kg        | Ilse Heylen            | Ioana Maria Aluaş   | Telma Monteiro Petra Nareks         |
| – 57 kg        | Olga Sonina            | Sophie Cox          | Isabel Fernández Sabrina Filzmoser  |
| – 63 kg        | Elisabeth Willeboordse | Claudia Heill       | Lucie Décosse Claudia Malzahn       |
| – 70 kg        | Edith Bosch            | Ylenia Scapin       | Cathérine Jacques Anett Mészáros    |
| – 78 kg        | Céline Lebrun          | Rachel Wilding      | Anastasiya Matrosova Lucia Morico   |
| + 78 kg        | Karina Bryant          | Tea Donguzashvili   | Katrin Beinroth Maryna Prokofyeva   |

## Medaillespiegel
| Plaats | Land                | Goud | Zilver | Brons | Totaal |
| 1      | Frankrijk           | 2    | 1      | 3     | 6      |
| 2      | Rusland             | 2    | 1      | 1     | 4      |
| 3      | Nederland           | 2    | 0      | 3     | 5      |
| 4      | Verenigd Koninkrijk | 1    | 2      | 1     | 4      |
| 5      | Hongarije           | 1    | 1      | 1     | 3      |
| 5      | Roemenië            | 1    | 1      | 1     | 3      |
| 7      | Duitsland           | 1    | 0      | 2     | 3      |
| 8      | België              | 1    | 0      | 1     | 2      |
| 8      | Spanje              | 1    | 0      | 1     | 2      |
| 10     | Armenië             | 1    | 0      | 0     | 1      |
| 10     | Azerbeidzjan        | 1    | 0      | 0     | 1      |
| 12     | Oostenrijk          | 0    | 2      | 1     | 3      |
| 12     | Israël              | 0    | 2      | 1     | 3      |
| 12     | Italië              | 0    | 2      | 1     | 3      |
| 15     | Polen               | 0    | 1      | 1     | 2      |
| 16     | Slowakije           | 0    | 1      | 0     | 1      |
| 17     | Wit-Rusland         | 0    | 0      | 2     | 2      |
| 17     | Oekraïne            | 0    | 0      | 2     | 2      |
| 19     | Georgië             | 0    | 0      | 1     | 1      |
| 19     | Griekenland         | 0    | 0      | 1     | 1      |
| 19     | Portugal            | 0    | 0      | 1     | 1      |
| 19     | Slovenië            | 0    | 0      | 1     | 1      |
| 19     | Zwitserland         | 0    | 0      | 1     | 1      |
| 19     | Turkije             | 0    | 0      | 1     | 1      |
| Totaal | Totaal              | 14   | 14     | 28    | 56     |